# Anicius Faustus Albinus Basilius

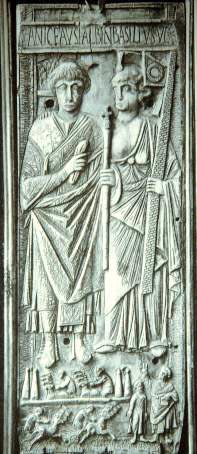
Konsulardiptychon des Albinus Basilius, 541

Anicius Faustus Albinus Basilius (auch Flavius Basilius iunior) war ein patricius und der letzte römische Konsul.
Basilius war ein weströmischer Senator und gehörte väterlicherseits zur alten aristokratischen Familie der Decier, mütterlicherseits zu der der Anicier. Wahrscheinlich war er der Sohn des Flavius Albinus iunior, der im Jahr 493 Konsul gewesen war, und der Enkel des Konsuls von 480, Caecina Decius Maximus Basilius. Basilius war im Jahr 541 der letzte Nichtkaiser, der als ordentlicher Konsul (consul ordinarius) amtierte. 542 wurde das Amt de facto von Kaiser Justinian I. abgeschafft: Es wurden einfach keine neuen Konsuln mehr ernannt. Nach Basilius’ Konsulat wurde noch bis 565 datiert (post consulatum Basilii), bis 641 dann nach dem der jeweiligen Kaiser – bis Herakleios übernahmen die Herrscher zu Beginn ihrer Regierung noch für einige Tage nominell den Konsulat.
Laut seinem erhalten gebliebenen Konsulardiptychon war Basilius 541 comes domesticorum (damit auch vir illustris) und patricius. 546 war Basilius in Rom. Er floh mit Bessas, einem Patricius und kaiserlichem Heermeister, aus Rom, als der Ostgotenkönig Totila noch einmal die Stadt eroberte, und ging mit anderen römischen Aristokraten nach Konstantinopel.

## Anmerkung
1. ↑  Prokopios von Caesarea, Historien 8,20 nennt unter den Fliehenden einen patricius namens Basilius.

| Personendaten    | Personendaten                                       |
| ---------------- | --------------------------------------------------- |
| NAME             | Anicius Faustus Albinus Basilius                    |
| ALTERNATIVNAMEN  | Flavius Basilius; Albinus Basilius; Basilius iunior |
| KURZBESCHREIBUNG | römischer Konsul 541                                |
| GEBURTSDATUM     | vor 541                                             |
| STERBEDATUM      | nach 546                                            |